# لیندا میلی
لیندا میلی (انگلیسی: Linda Mealey; ۱۷ دسامبر ۱۹۵۵ – ۵ نوامبر ۲۰۰۲) دانشمند در زمینه روان‌شناسی فرگشتی بود.

## پژوهش
تحقیقات میلی در روان‌شناسی فرگشتی عواملی مانند جذابیت چهره‌های متقارن انسان و توضیحات تکاملی بالقوه برای سایکوپاتی را بررسی کرد.